# Trans Anguilla Airways
Trans Anguilla Airways – linia lotnicza z siedzibą w Anguillii. Głównym węzłem jest Port lotniczy Clayton J. Lloyd.